# Bernburg (Saale)
Bernburg (Saale) er en by i den tyske delstat Sachsen-Anhalt. Den ligger ved floden Saale i Magdeburger Börde midt i Sachsen-Anhalt, omkring 45 Kilometer syd for Magdeburg og 50 kilometer nord for Halle, og er administrationsby i Salzlandkreis. Bernburg er historisk en del af Anhalt og var residens for fyrsterne og siden hertugerne af Anhalt-Bernburg. Byen er domineret af det store renæssanceslot, som også indeholder et museum.

## Geografi
Til Bernburg hører udover hovedbyen, landsbyerne Aderstedt (indlemmet 1. januar 2004), Dröbel, Neuborna, Roschwitz, Strenzfeld og Waldau.
Bernburg udgør sammen med kommunen Gröna Verwaltungsgemeinschaft Bernburg der har administration i byen.

## Historie
St. Stephenkirken er nævnt tilbage i 964; den nuværende bygning er fra omkring 1150. Bernburg selv blev nævnt første gang i 961 som civitas Brandanburg i en bekendtgørelse udstedt af den tyske konge Otto den Store. Ifølge Annalista Saxo blev Berneburch Slot, der på det tidspunkt var i den askaniske fyrste Albrekt Bjørnens besiddelse, sat i brand af hans fjender i 1138. I 1252 blev det genopførte slot residens for Albrekts oldebarn, Fyrst Bernhard 1. af Anhalt-Bernburg.
Under 2. verdenskrig, blev byens psykiatriske hospital i flere år brugt i nazisternes programmer for racehygiejne. Mellem 1940 og 1943 blev der på stedet slået 14.000 mennesker ihjel ved gasning under Aktion T4- og „Aktion 14f13-programmerne.

## Kultur
- Richard Wagner indstuderede i 1834 Mozart-Operaer i Bernburger Hoftheater. Også Lortzing, Paganini og Carl Maria von Weber arbejdede i perioder i byen